# 雟輔首
雟輔首是唐代六詔（大約在今中國雲南一帶）之一的蒙雟詔的王，《新唐書》有提及他，僅記載「其王巂輔首死，無子，弟佉陽照立。」
| 前任： ？ | 六詔蒙雟詔王 | 繼任： 佉陽照 |